# Suhrawardiyya
La Suhrawardiyya fou una orde sufí d'origen iraquià que es va desenvolupar principalment a l'Índia. Al mancar d'una organització centralitzada es va dividir en nombroses branques.
El fundador fou Xihab-ad-Din as-Suhrawardí (vers 1097-1070).